# Holger Handtke
Holger Handtke (* 1968 in Berlin) ist ein deutscher Schauspieler.

## Leben
Handtke spielte bereits als Jugendlicher in verschiedenen Fernsehproduktionen Hauptrollen, wie in Ravioli. Nach der Schule erlernte er den Schauspiel-Beruf und wirkte seither in zahlreichen Kinofilmen und Fernsehserien mit. So beispielsweise in Der Alte, Derrick, Salto Kommunale, Tatort, Ein Fall für zwei, Die Bertinis oder Der Baader Meinhof Komplex.
Seit 2012 verkörpert er den überkorrekten Amtmann Heinz Kluthe in der Serie Löwenzahn.

## Filmografie (Auswahl)
- 1984: Ravioli (Fernsehserie)
- 1988: Die Bertinis (Fernseh-Mehrteiler)
- 1991–1997: Derrick (Fernsehserie, verschiedene Rollen, 6 Folgen)
- 1991–2014: Der Alte (Fernsehserie, verschiedene Rollen, 8 Folgen)
- 1991: Keep on Running
- 1994: Praxis Bülowbogen (Fernsehserie)
- 1996: Tatort: Heilig Blut (Fernsehreihe)
- 1996: Tatort: Bei Auftritt Mord
- 1997: Tatort: Mordsgeschäfte
- 1998: Die heilige Hure
- 1998: Adelheid und ihre Mörder (Fernsehserie, eine Folge)
- 1998: Kommissar Rex (Fernsehserie, Folge Mosers Tod)
- 1999: Wut im Bauch (Fernsehfilm)
- 1999: In aller Freundschaft (Fernsehserie, Folge Neue Besen kehren gut)
- 1999–2003: Siska (Fernsehserie, verschiedene Rollen, 4 Folgen)
- 2000: Tatort: Die Möwe
- 2002: Das Tribunal (Hart’s War)
- 2003: Wir
- 2004: Was nützt die Liebe in Gedanken
- 2006: Der Elefant – Mord verjährt nie (Fernsehserie, Folge Hundsheim)
- 2007: Das Vermächtnis der heiligen Lanze (La lance de la destinée, Miniserie)
- 2009: Tatort: Das Gespenst
- 2009: Mein Leben – Marcel Reich-Ranicki (Fernsehfilm)
- 2010: Tatort: Wie einst Lilly
- 2011: Hotel Lux
- 2011: Konterrevolution – Der Kapp-Lüttwitz-Putsch 1920
- 2011–2012: Ein Fall für zwei (Fernsehserie, 3 Folgen)
- 2012: Tatort: Nachtkrapp
- 2012: Die Reichsgründung
- 2012: Die nervöse Großmacht
- seit 2012: Löwenzahn (Fernsehserie)
- 2013: Bloch: Das Labyrinth (Fernsehreihe)
- seit 2014: Ein Fall von Liebe
- 2014: Tatort: Franziska
- 2014: Monuments Men – Ungewöhnliche Helden (The Monuments Men)
- 2014: Amour Fou
- 2015–2016: Tatort → siehe Rubin und Karow
  - 2015: Ätzend
  - 2016: Wir – Ihr – Sie
  - 2016: Dunkelfeld
- 2016: Die Spezialisten – Im Namen der Opfer (Fernsehserie, Folge Party)
- 2017: Kommissar Dupin: Bretonischer Stolz (Fernsehreihe)
- 2017: Alarm für Cobra 11 – Die Autobahnpolizei (Fernsehserie, Das B-Team)
- 2017: Das schweigende Klassenzimmer
- 2017: Lammerts Leichen (Fernsehserie, Folge Jakob)
- 2017–2022: Babylon Berlin (Fernsehserie, 23 Folgen)
- 2018: Tatort: Tollwut
- 2018: Gladbeck
- 2018: Für meine Tochter
- 2018: Kaisersturz
- 2019: Allmen – Allmen und das Geheimnis der Dahlien
- 2019: Harter Brocken: Der Geheimcode (Fernsehreihe)
- 2021:  Der Staatsanwalt: (Fernsehserie, Folge Erfolgreich, glücklich, tot)
- 2022: NARVIK (Kampen om Narvik)
- 2023: Origin